# Smilkov
Obec Smilkov se nachází v okrese Benešov, kraj Středočeský. Žije zde 260 obyvatel.
Smilkov leží v nadmořské výšce 521 m, v oblasti zvané Česká Sibiř. Ve vzdálenosti 17 km západně se nachází město Sedlčany, 20 km severně město Benešov, 21 km severovýchodně město Vlašim a 22 km jižně město Tábor.

## Části obce
- Smilkov
- Kouty
- Líštěnec
- Oldřichovec
- Plachova Lhota
- Zechov

V letech 1850–1879 k obci patřil i Červený Újezd, v letech 1850–1889 Chotětice a v letech 1869–1899 také Báňov.

## Historie
První písemná zmínka o obci pochází z roku 1383. Dne 1. října 1873 zde byla založena pošta.
Dne 23. září 1920 se v obci narodil Jiří Jaroch, český hudební skladatel († 30. prosince 1986)

### Územněsprávní začlenění
Dějiny územněsprávního začleňování zahrnují období od roku 1850 do současnosti. V chronologickém přehledu je uvedena územně administrativní příslušnost obce v roce, kdy ke změně došlo:
- 1850 země česká, kraj České Budějovice, politický a soudní okres Votice[6]
- 1855 země česká, kraj Tábor, soudní okres Votice
- 1868 země česká, politický okres Sedlčany, soudní okres Votice
- 1939 země česká, Oberlandrat Tábor, politický okres Sedlčany, soudní okres Votice[7]
- 1942 země česká, Oberlandrat Praha, politický okres Sedlčany, soudní okres Votice[8]
- 1945 země česká, správní okres Sedlčany, soudní okres Votice[9]
- 1949 Pražský kraj, okres Votice[10]
- 1960 Středočeský kraj, okres Benešov
- 2003 Středočeský kraj, okres Benešov, obec s rozšířenou působností Votice

### Rok 1932
V obci Smilkov (přísl. Čištovice, Jiříkovec, Jiví, Karasova Lhota, Loudilka, 637 obyvatel) byly v roce 1932 evidovány tyto živnosti a obchody: družstvo pro rozvod elektrické energie v Smilkově, družstvo pro rozvod elektrické energie v Čistovicích, 4 hostince, 3 koláři, 4 kováři, krejčí, 2 mlýny, obuvník, pekař, 5 řezníků, 2 obchody se smíšeným zbožím, Spořitelní a záložní spolek pro Smilkov, 3 trafiky, truhlář, velkostatek.
V obci Kouty (přísl. Líštěnec, Oldřichovec, Plachova Lhota, Podlesí, Zálesí, 478 obyvatel, samostatná obec se později stala součástí Smilkova) byly v roce 1932 evidovány tyto živnosti a obchody: 2 hostince, kolář, kovář, lihovar, 2 mlýny, řezník, 2 švadleny, 2 tesařští mistři, 4 trafiky, velkostatek Teller, 2 zahradníci, 2 zedničtí mistři.

## Turistika
- Cyklistika – Obcí prochází cyklotrasa č. 0042 Jankov – Neustupov – Smilkov – Heřmaničky – Prčice.

- Pěší turistika – Obcí vedou turistické trasy  Heřmaničky – Smilkov – Oldřichovec – Neustupov a  Votice – Kouty – Smilkov – Třebužel – Kalvárie.

## Pamětihodnosti
- Zámek Smilkov[13]
- Sousoší svatého Jana a svatého Pavla[14]

## Galerie

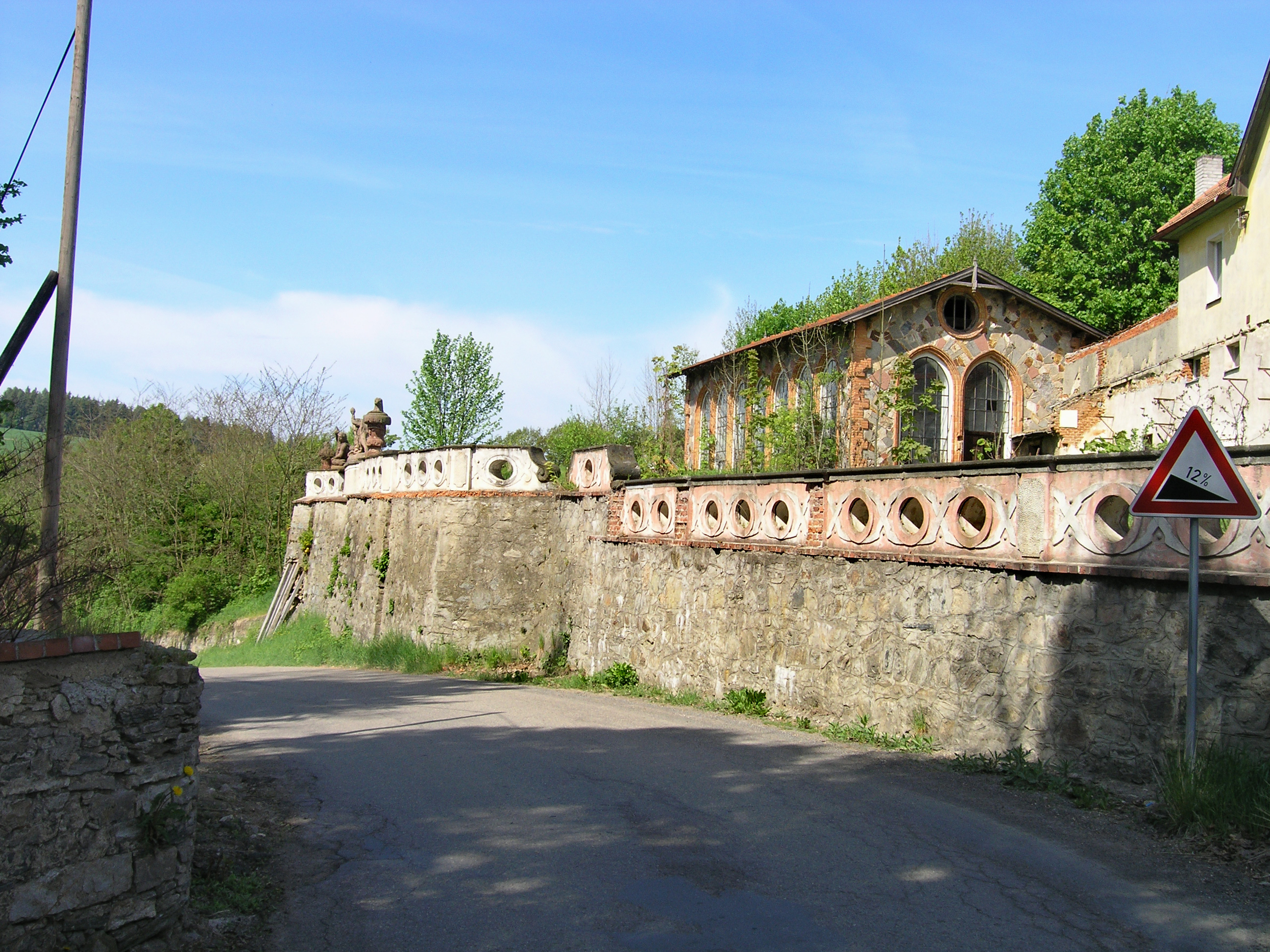
Opěrná zeď horní části zámeckých zahrad
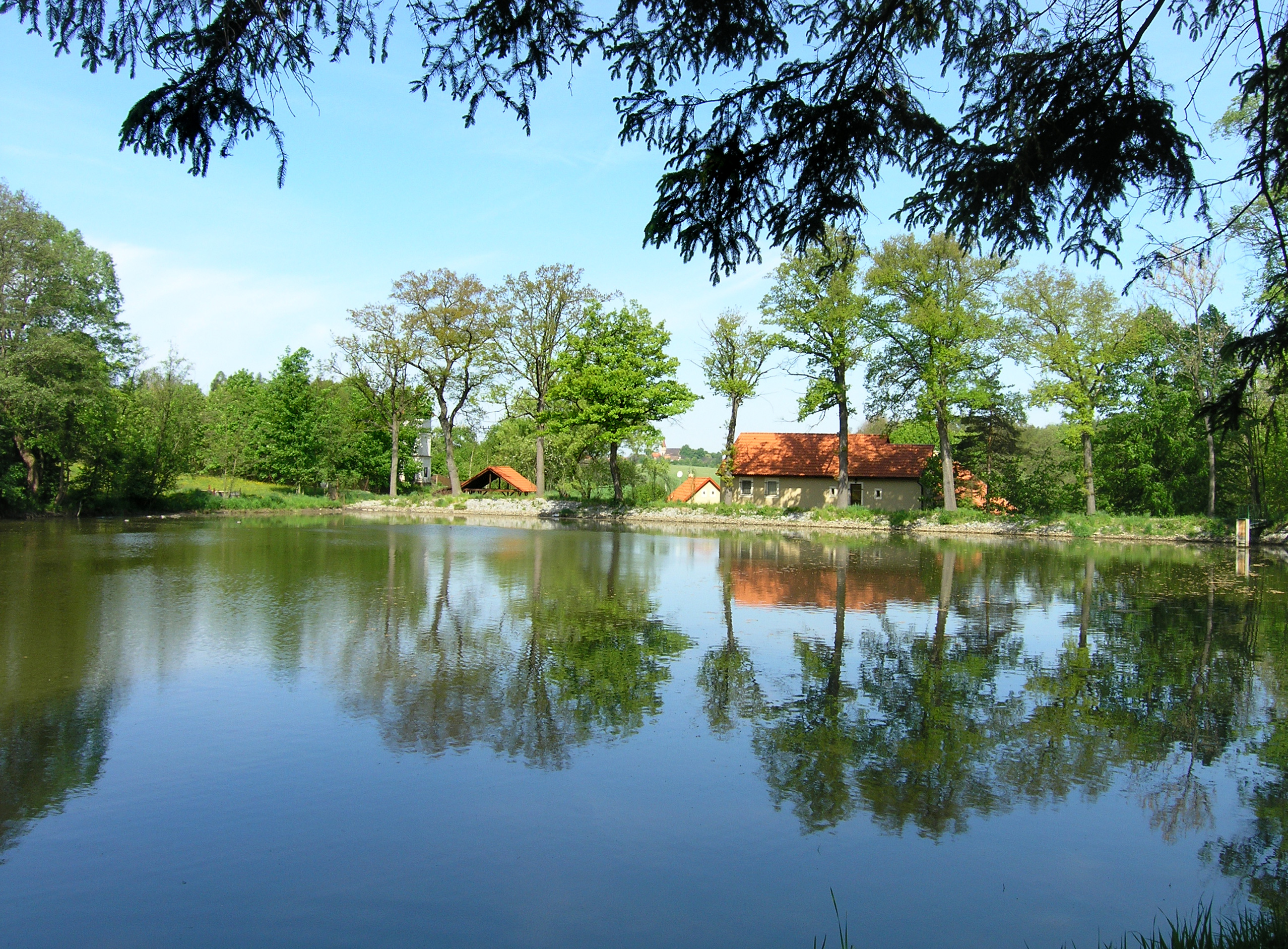
Mlýnský rybník
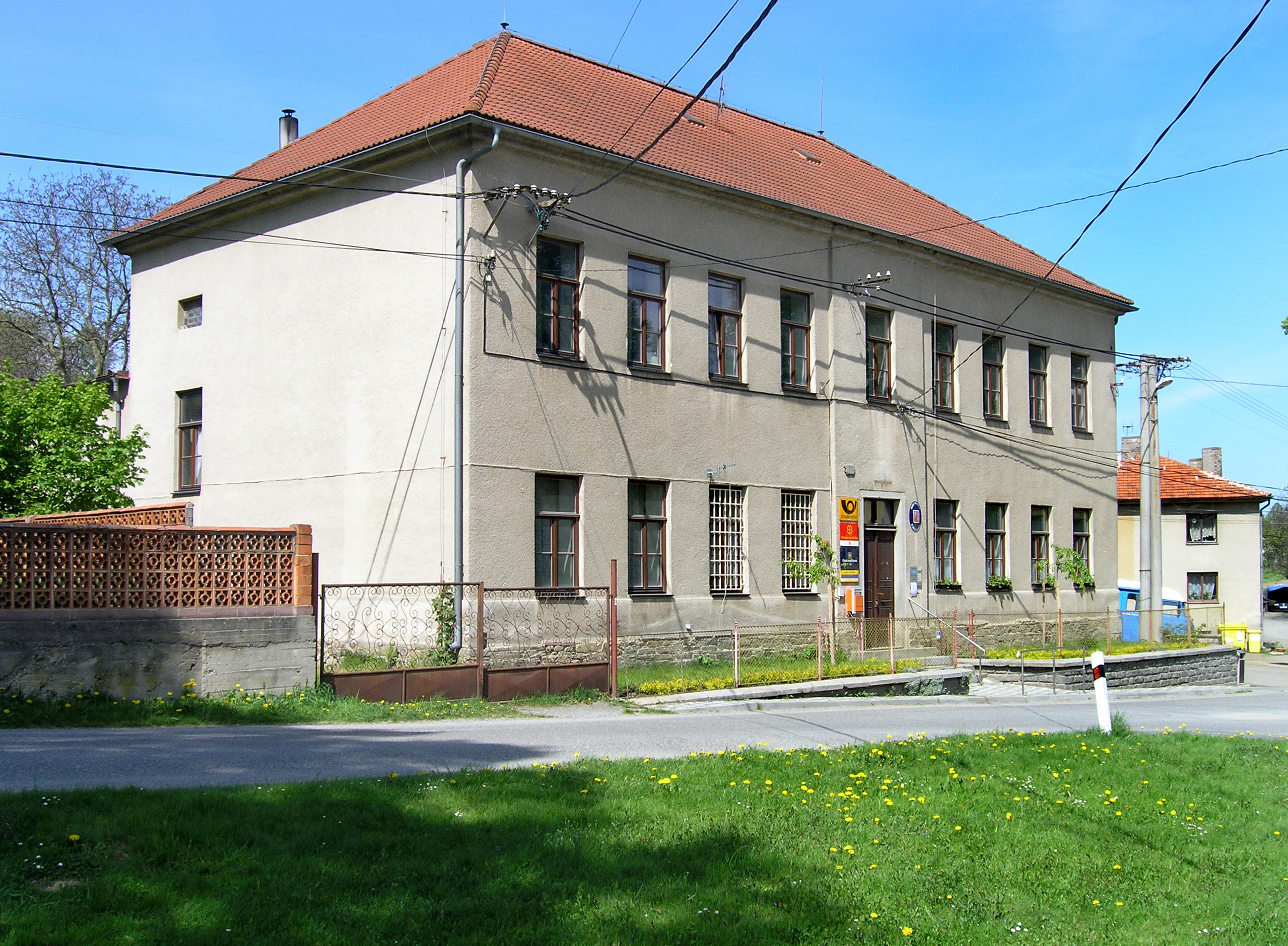
Obecní úřad a pošta
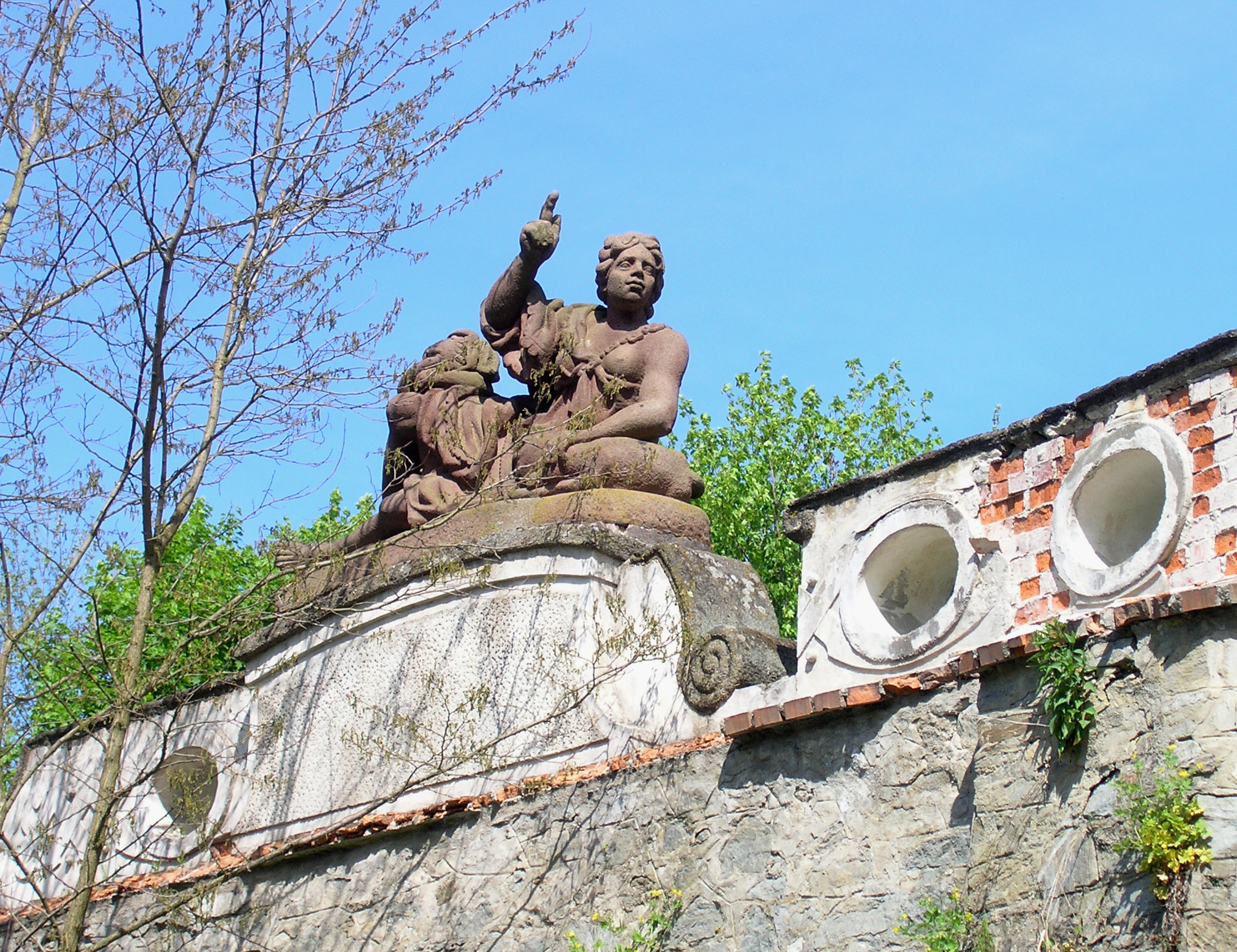
Socha Diany u zámeckých zahrad